# 新竹都會區
新竹都會區，2010年以前依據官方定義歸類為「次都會區」，就總人口數而言，其規模次於臺北都會區、臺中彰化都會區、高雄都會區、桃園中壢都會區和臺南都會區，其規模僅大於嘉義都會區，為臺灣排名第六的都會區，在世界人口組織裡為世界排名第489大都會區。
依據主計處在2010年5月18日發布的新聞稿，上述定義範圍連同全臺灣各種統計地區的分類定義，將在當年12月25日停止適用。

## 新竹次都會區
包含新竹市，新竹縣竹北市、竹東鎮、新埔鎮、新豐鄉、湖口鄉、芎林鄉、寶山鄉。總設籍人口接近100萬人。位於北臺灣，為臺灣的高科技的重鎮。據行政院主計處訂定「中華民國統計地區標準分類」之「臺灣地區都會區分類」，1993年後定義的新竹次都會區如下：
- 中心城市：新竹市
- 衛星城市：竹北市、竹東鎮、新埔鎮、新豐鄉、湖口鄉、芎林鄉、寶山鄉

## 人口
| 城市         | 人口 （2022年5月） | 面積 （km²） | 人口密度 (人/km²) |
| ------------ | ------------------ | ------------ | ----------------- |
| 新竹市北區   | 151,348            | 15.7267      | 9,625             |
| 新竹市東區   | 220,735            | 33.5768      | 6,577             |
| 新竹市香山區 | 78,264             | 54.8491      | 1,427             |
| 新竹縣竹北市 | 206,702            | 46.8341      | 4,409             |
| 新竹縣竹東鎮 | 96,235             | 53.5132      | 1,801             |
| 新竹縣新埔鎮 | 32,863             | 72.1911      | 455               |
| 新竹縣新豐鄉 | 58,216             | 46.3496      | 1,255             |
| 新竹縣湖口鄉 | 80,154             | 58.4303      | 1,370             |
| 新竹縣芎林鄉 | 19,864             | 40.7858      | 487               |
| 新竹縣寶山鄉 | 14,334             | 64.7871      | 221               |
| 新竹都會區   | 958,715            | 487.0438     | 1,684.567         |

## 註解
1. ↑  當時新竹都會區人口未滿100萬人，目前新竹都會區的人口數依據當時的定義已成為「大都會區」。都會區分類定義